# 安娜·比阿特丽斯·诺盖拉
安娜·比阿特丽斯·诺盖拉（葡萄牙語：Ana Beatriz Nogueira，1967年10月22日—），女，巴西演员。曾获得柏林国际电影节最佳女演员银熊奖。